# Rainald Fischer (Historiker)

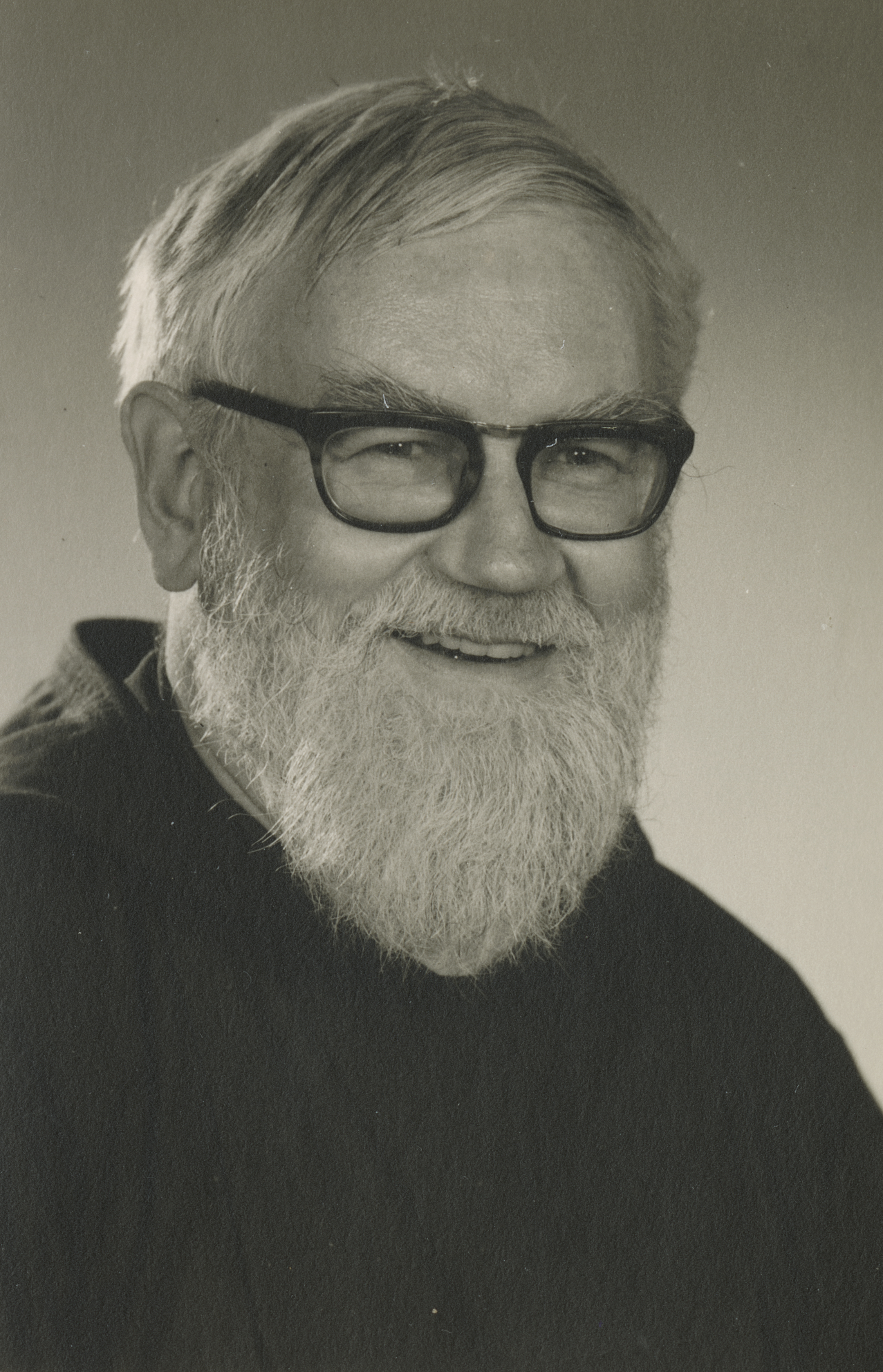
Rainald Fischer

Rainald Fischer OFMCap (* 31. August 1921 als Ivo Fischer in Zürich; † 24. Dezember 1999 in Schwyz; heimatberechtigt in Jonen) war ein Schweizer römisch-katholischer Ordenspriester und promovierter Historiker. 1993 erhielt er den Innerrhoder Kulturpreis.

## Leben und Wirken
Rainald Fischer war der Sohn von Eugen Fischer, Chefredaktor der katholischen Tageszeitung Neue Zürcher Nachrichten sowie der Illustrierten Woche im Bild, und der Hilda Schmid. Er wuchs in Zürich auf, wo er die Primarschule besuchte. Danach absolvierte er die Ausbildung am Kollegium St. Antonius in Appenzell. Weil dort 1937 noch kein Maturitätsabschluss zu erwerben war, wechselte er für die letzten zwei Jahre ans Kollegium St. Fidelis nach Stans. 1940 trat Fischer in Luzern in den Kapuzinerorden ein und legte 1941 die zeitliche und 1944 die ewige Profess ab. 1945 folgten die Priesterweihe und die Primiz. Stationen während dieser Zeit waren die Klöster in Stans, Sitten und Solothurn.
Von 1946 bis 1947 unterrichtete Pater Rainald ein erstes Mal am Kollegium St. Antonius in Appenzell in den Fächern Deutsch, Latein und Geografie. Es folgte das Studium der Geschichte an der Universität Freiburg i. Ue., das er mit einer Dissertation bei Oskar Vasella über die Gründung der Schweizer Kapuzinerprovinz abschloss. Von 1951 bis 1972 wirkte Pater Rainald als Lehrer am Kollegium St. Antonius Appenzell in den Fächern Geschichte, Kunstgeschichte und Freihandzeichnen. Von dort wurde er nach Luzern berufen, wo er von 1975 bis 1981 das Provinzarchiv der Schweizer Kapuziner leitete. Von 1978 bis 1997 war er überdies als Konservator des Provinzmuseums der Kapuziner in Sursee tätig.
Rainald Fischer entfaltete eine reiche Publikationstätigkeit in den Bereichen Kirchengeschichte, Kunstgeschichte und Landesgeschichte von Appenzell Innerrhoden. 1964 steuerte er drei Kapitel zum ersten Band der Appenzeller Geschichte bei. Ab 1963 wurde er teilweise vom Schuldienst freigestellt, um den Kantonsband für Appenzell Innerrhoden in der Reihe Die Kunstdenkmäler der Schweiz zu verfassen; das Werk erschien 1984. Rainald Fischer betätigte sich als wissenschaftlicher Berater für die Denkmalpflege des Kantons Appenzell Innerrhoden. Von 1960 bis 1986 war er Präsident der Vereinigung für Schweizer Kirchengeschichte, von 1985 bis 1996 Mitglied der Redaktionskommission der Zeitschrift Helvetia Franciscana.
Für sein vielfältiges kulturelles Schaffen und besonders für den Kunstdenkmälerband erhielt Rainald Fischer 1993 den Innerrhoder Kulturpreis der kantonalen Stiftung Pro Innerrhoden. Er verstarb mit 78 Jahren.

## Publikationen
- Die Gründung der Schweizer Kapuzinerprovinz: 1581–1589: ein Beitrag zur Geschichte der katholischen Reform. Dissertation. Verlag der Universität Freiburg, Freiburg 1955.
- mit Walter Schläpfer, Franz Stark: Appenzeller Geschichte, Bd. 1: Das ungeteilte Land von der Urzeit bis 1597. Ratskanzleien beider Appenzell, Appenzell / Herisau 1964.
- Die Kunstdenkmäler des Kantons Appenzell Innerrhoden (= Die Kunstdenkmäler der Schweiz. Bd. 74). Birkhäuser, Basel 1984.
- P. Martin Schmid SJ 1694–1772. Seine Briefe und sein Wirken. Verlag Kalt-Zehnder-Druck, Zug 1988.
- Hermann Bischofberger: Wissenschaftliche Publikationen von P. Rainald Fischer (1921–1999). In: Innerrhoder Geschichtsfreund. 43 (2002), S. 124–143.